# Stenobolus insularis
Stenobolus insularis är en mångfotingart som beskrevs av Carl 1918. Stenobolus insularis ingår i släktet Stenobolus och familjen Pachybolidae. Inga underarter finns listade i Catalogue of Life.